# إيرل إس. هوغ
إيرل إس. هوغ (بالإنجليزية: Earl S. Hoag) هو قائد عسكري أمريكي، ولد في 1895، وتوفي في 1968.